# Вплив видобутку корисних копалин на довкілля
Вплив видобутку корисних копалин на довкілля може відбуватися в локальному, регіональному та глобальному масштабах через пряму та непряму практику видобутку. Наслідки можуть призвести до ерозії, провалів, втрати біорізноманіття або забруднення ґрунту, ґрунтових і поверхневих вод хімічними речовинами, що викидаються під час гірничих процесів. Ці процеси також впливають на атмосферу через викиди вуглецю, що впливає на якість здоров'я людини та біорізноманіття. Деякі методи видобутку корисних копалин (видобуток літію, видобуток фосфатів, видобуток вугілля, видобуток гірських вершин і видобуток піску) можуть мати такий значний вплив на довкілля та здоров'я людей, що видобувні компанії в деяких країнах зобов'язані дотримуватися суворих екологічних і реабілітаційних кодексів, щоб гарантувати, що видобуті область повертається до початкового стану.

## Ерозія
Ерозія відкритих схилів пагорбів, шахтних відвалів, хвостосховищ і, як наслідок, замулення дренажів, струмків і річок може значно вплинути на навколишні території, яскравим прикладом є гігантська шахта Ок Теді в Папуа-Новій Гвінеї. Ерозія ґрунту може зменшити доступність води для росту рослин, що призведе до зменшення чисельності рослинної екосистеми. Ерозія ґрунту в основному спричинена надмірною кількістю опадів, недостатньою обробкою ґрунту та впливом хімічних речовин у шахтах. У дикій місцевості видобуток корисних копалин може призвести до руйнування екосистем і середовищ існування, а в районах землеробства він може порушити або знищити продуктивні пасовища та орні землі.

## Воронки

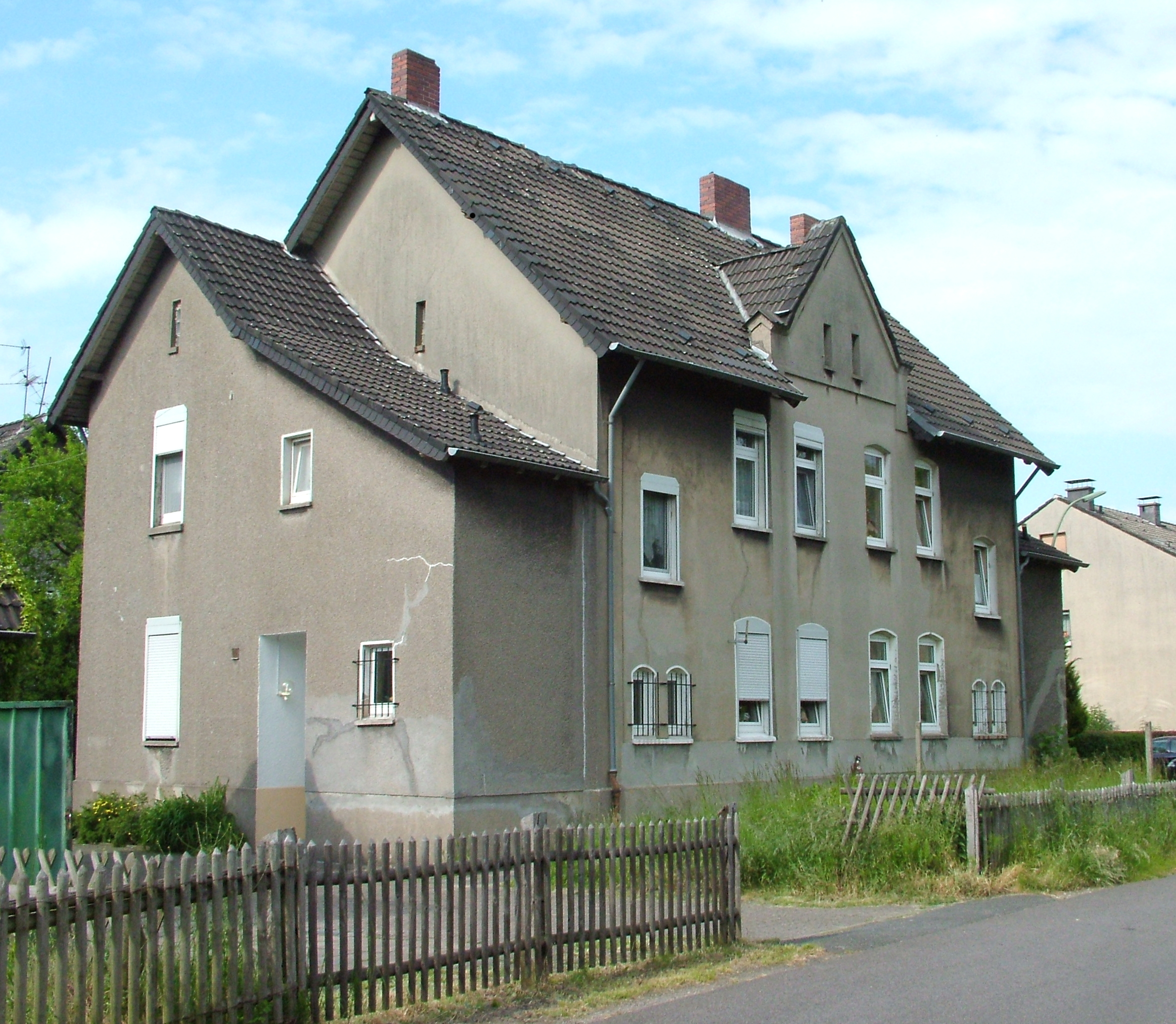
Будинок у Гладбеку, Німеччина, з тріщинами, спричиненими гравітаційною ерозією внаслідок видобутку корисних копалин

Воронка на ділянці шахти або поблизу неї зазвичай виникає внаслідок руйнування покрівлі шахти внаслідок видобутку ресурсів, слабкої розкривної породи або геологічних розривів. Розкривні породи на ділянці шахти можуть утворювати порожнини в підґрунті або породі, які можуть заповнюватися піском і ґрунтом із верхніх пластів. Ці порожнини в розкривних породах можуть з часом провалитися, утворюючи воронку на поверхні. Раптовий провал землі без попередження створює велику западину на поверхні, що може бути серйозно небезпечним для життя та майна. Провали на ділянці шахти можна пом'якшити за допомогою належного проектування інфраструктури, такої як шахтні опори та кращої конструкції стін для створення бар'єру навколо зони, схильної до провалів. Для стабілізації покинутих підземних виробок можна виконати зворотне засипання та цементування.

## Забруднення води
Видобуток корисних копалин може мати шкідливий вплив на навколишні поверхневі та підземні води. Якщо не вжити належних запобіжних заходів, неприродно високі концентрації хімічних речовин, таких як миш'як, сірчана кислота та ртуть, можуть поширюватися на значній площі поверхневих або підземних вод. Великі обсяги води, що використовується для дренажу шахт, охолодження шахт, видобутку води та інших процесів видобутку, підвищують потенційну можливість забруднення цими хімікатами ґрунтових і поверхневих вод. Оскільки при видобутку корисних копалин утворюється велика кількість стічних вод, методи утилізації обмежені через забруднюючі речовини в стічних водах. Стік, що містить ці хімікати, може призвести до спустошення навколишньої рослинності. Скидання стоків у поверхневі води або у багато лісів є найгіршим варіантом. Тому кращим варіантом є захоронення підводних хвостосховищ (якщо відходи закачуються на велику глибину). Зберігання на землі та повторне заповнення шахти після її вичерпання ще краще, якщо не потрібно розчищати ліси для зберігання уламків. Забруднення водозборів внаслідок витоку хімікатів також впливає на здоров'я місцевого населення.
У добре відрегульованих шахтах гідрологи та геологи проводять ретельні вимірювання води, щоб вжити запобіжних заходів, щоб виключити будь-який тип забруднення води, яке може бути спричинене роботою шахти. Зведення до мінімуму погіршення довкілля забезпечується в американській практиці видобутку корисних копалин федеральними законами та законами штатів, які обмежують операторів дотримуватись стандартів щодо захисту поверхневих і підземних вод від забруднення. Найкраще це досягається шляхом використання нетоксичних процесів екстракції, таких як біовилуговування.

## Забруднення повітря
Забруднювачі повітря негативно впливають на ріст рослин, насамперед через перешкоджання накопиченню ресурсів. Після того, як листя знаходиться в тісному контакті з атмосферою, багато забруднювачів повітря, таких як O3 і NOx, впливають на метаболічну функцію листя і заважають чистій фіксації вуглецю рослинним пологом. Забруднювачі повітря, які спочатку осідають у ґрунті, наприклад важкі метали, спочатку впливають на функціонування коренів і перешкоджають захопленню ресурсів ґрунту рослиною. Ці скорочення захоплення ресурсів (виробництво вуглеводів шляхом фотосинтезу, поглинання мінеральних поживних речовин і поглинання води з ґрунту) вплинуть на ріст рослин через зміни розподілу ресурсів між різними структурами рослин. Коли стрес від забруднення повітря виникає одночасно з іншими стресами, наприклад, водним стресом, результат росту залежатиме від складної взаємодії процесів у рослині. На рівні екосистеми забруднення повітря може змінити конкурентний баланс серед присутніх видів і може призвести до змін у складі рослинної спільноти. В агроекосистемах ці зміни можуть проявлятися у зниженні економічної врожайності.

### Дренаж кислих порід
Підземні розробки часто просуваються нижче рівня грунтових вод, тому воду необхідно постійно відкачувати з шахти, щоб запобігти затопленню. Коли шахту залишають, відкачування припиняється, і вода затоплює шахту. Це введення води є початковим кроком у більшості ситуацій дренажу кислих порід.

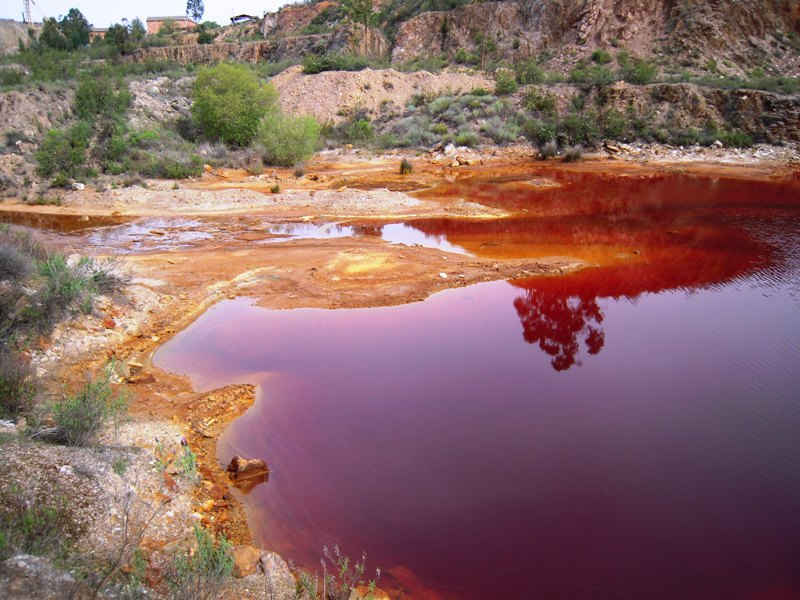
Осушення кислотних шахт у Португалії

Кислий дренаж гірських порід відбувається природним чином у деяких середовищах як частина процесу вивітрювання гірських порід, але посилюється великомасштабними порушеннями ґрунту, характерними для гірничодобувної та іншої великої будівельної діяльності, зазвичай у гірських породах, що містять велику кількість сульфідних мінералів. Ділянки, де земля була порушена (наприклад, будівельні майданчики, підрозділи та транспортні коридори), можуть створити дренаж кислотних порід. У багатьох місцевостях рідина, що стікає із запасів вугілля, вуглерозвантажувальних установок, вугільних мийок і відходів вугілля, може бути висококислою, і в таких випадках її розглядають як дренаж кислотних шахт (AMD). Такий самий тип хімічних реакцій і процесів може відбуватися через порушення кислих сульфатних ґрунтів, утворених в прибережних або естуарних умовах після останнього значного підвищення рівня моря, і становить подібну екологічну небезпеку.
П'ять основних технологій, які використовуються для моніторингу та контролю водних потоків на шахтах, це системи водовідведення, резервуари, системи відкачування ґрунтових вод, підповерхневі дренажні системи та підповерхневі бар'єри. У випадку ВМД забруднену воду, як правило, перекачують до очисної споруди, яка нейтралізує забруднення. Огляд заяв про вплив на навколишнє середовище 2006 року виявив, що «прогнози щодо якості води, зроблені після врахування наслідків пом'якшення, значною мірою недооцінюють фактичний вплив на ґрунтові води, просочування та поверхневі води».

### Важкі метали
Важкі метали — це природні елементи, які мають високу атомну вагу та щільність щонайменше в 5 разів більшу за густину води. Їх різноманітне промислове, побутове, сільськогосподарське, медичне та технологічне застосування призвело до їх широкого поширення в довкіллі; викликаючи занепокоєння щодо їх потенційного впливу на здоров'я людини та довкілля.
Важкі метали, що зустрічаються в природі, відображаються у формах, які не відразу доступні для поглинання рослинами. Зазвичай вони представлені в нерозчинних формах, наприклад у мінеральних структурах, або в осаджених чи складних формах, які не відразу доступні для поглинання рослинами. Звичайні важкі метали мають чудову адсорбційну здатність у ґрунті і, отже, не є швидко доступними для живих організмів. Життєздатність утримування між нормальними важкими металами та ґрунтом надзвичайно висока порівняно з антропогенними джерелами.
Розчинення та транспортування металів і важких металів стоком і ґрунтовими водами є ще одним прикладом екологічних проблем, пов'язаних з видобутком корисних копалин, наприклад шахтою Британія, колишньою мідною шахтою поблизу Ванкувера, Британська Колумбія. Тар-Крік, покинутий гірничодобувний район у Пічері, штат Оклахома, який зараз є ділянкою Суперфонду Агенції з охорони довкілля, також страждає від забруднення важкими металами. Вода в шахті, що містить розчинені важкі метали, такі як свинець і кадмій, потрапила в місцеві грунтові води, забруднюючи їх. Довгострокове зберігання хвостів і пилу може призвести до додаткових проблем, оскільки вони можуть бути легко знесені вітром, як це сталося в Скуріотісса, покинутій мідній шахті на Кіпрі. Зміни довкілля, такі як глобальне потепління та збільшення гірничодобувної діяльності, можуть збільшити вміст важких металів у відкладеннях річок.

## Вплив на біорізноманіття

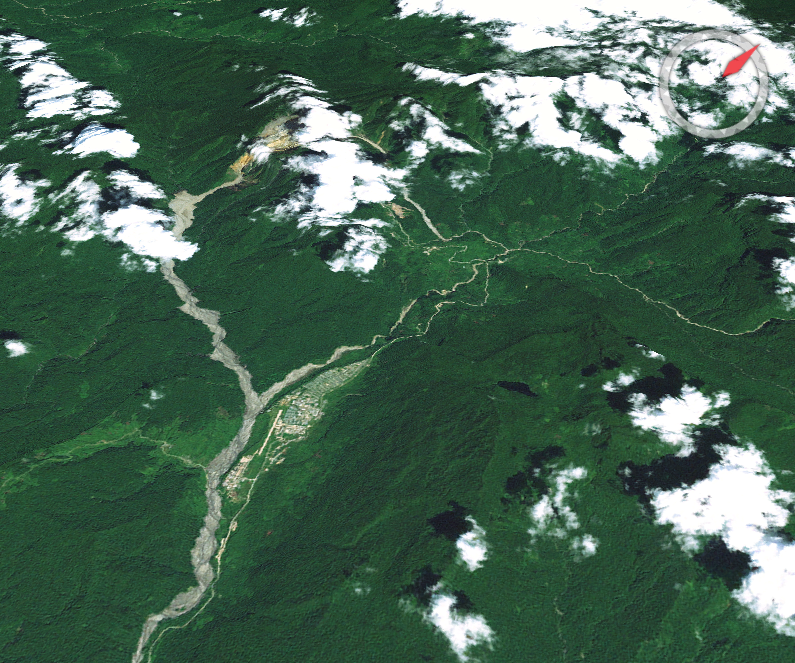
Річка Ок Теді забруднена хвостами з сусідньої шахти.

Встановлення шахти є значною зміною середовища існування, і менші збурення відбуваються у більших масштабах, ніж місце експлуатації, наприклад, забруднення довкілля залишками шахтних відходів. Побічні ефекти можуть спостерігатися через тривалий час після закінчення шахтної діяльності. Знищення або різка зміна початкового місця та вивільнення антропогенних речовин можуть мати серйозний вплив на біорізноманіття в цьому районі. Руйнування середовища існування є головним компонентом втрати біорізноманіття, але пряме отруєння, спричинене видобутим у шахтах матеріалом, і непряме отруєння через їжу та воду також може вплинути на тварин, рослинність і мікроорганізми. Зміни середовища існування, такі як модифікація рН і температури, заважають громадам у навколишньому регіоні. Особливо чутливі ендемічні види, оскільки вони потребують дуже специфічних умов середовища. Знищення або незначна зміна середовища проживання ставить їх під загрозу зникнення. Середовища існування можуть бути пошкоджені, коли недостатньо наземних продуктів, а також нехімічними продуктами, такими як великі камені з шахт, які викидаються в навколишній ландшафт, не звертаючи уваги на вплив на природне середовище існування.
Відомо, що концентрація важких металів зменшується з відстанню від шахти, і вплив на біорізноманіття, як правило, відбувається за тією ж схемою. Вплив може сильно відрізнятися залежно від рухливості та біодоступності забруднювача: менш рухливі молекули залишатимуться інертними в довкіллі, тоді як високорухливі молекули легко перемістяться в інше відділення або будуть поглинені організмами. Наприклад, видоутворення металів у відкладеннях може змінити їх біодоступність і, отже, токсичність для водних організмів.
Біомагніфікація відіграє важливу роль у забруднених середовищах існування: вплив видобутку корисних копалин на біорізноманіття, якщо припустити, що рівні концентрації недостатньо високі, щоб безпосередньо вбити відкриті організми, має бути більшим для видів, які знаходяться на вершині харчового ланцюга через це явище.
Несприятливий вплив видобутку корисних копалин на біорізноманіття значною мірою залежить від природи забруднювача, рівня концентрації, при якому його можна знайти в довкіллі, і природи самої екосистеми. Деякі види досить стійкі до антропогенних впливів, а інші повністю зникнуть із зони забруднення. Сам по собі час, здається, не дозволяє повністю відновитися середовищу існування після забруднення. Практика рекультивації потребує часу і в більшості випадків не дозволить відновити оригінальне різноманіття, яке існувало до початку видобутку.

## Водні організми
Гірничодобувна промисловість може впливати на водне біорізноманіття різними способами. Одним із способів може бути пряме отруєння; вищий ризик цього виникає, коли забруднення рухливі в осадах або біодоступні у воді. Дренаж шахти може змінити рН води, що ускладнює диференціацію прямого впливу на організми від впливу, викликаного зміною рН. Тим не менш, можна спостерігати та довести, що вплив змінюється на pH. Забруднювачі також можуть впливати на водні організми через фізичні ефекти: потоки з високою концентрацією зважених опадів обмежують освітлення, таким чином зменшуючи біомасу водоростей. Осадження оксиду металу може обмежити біомасу шляхом покриття водоростей або їх субстрату, тим самим запобігаючи колонізації.

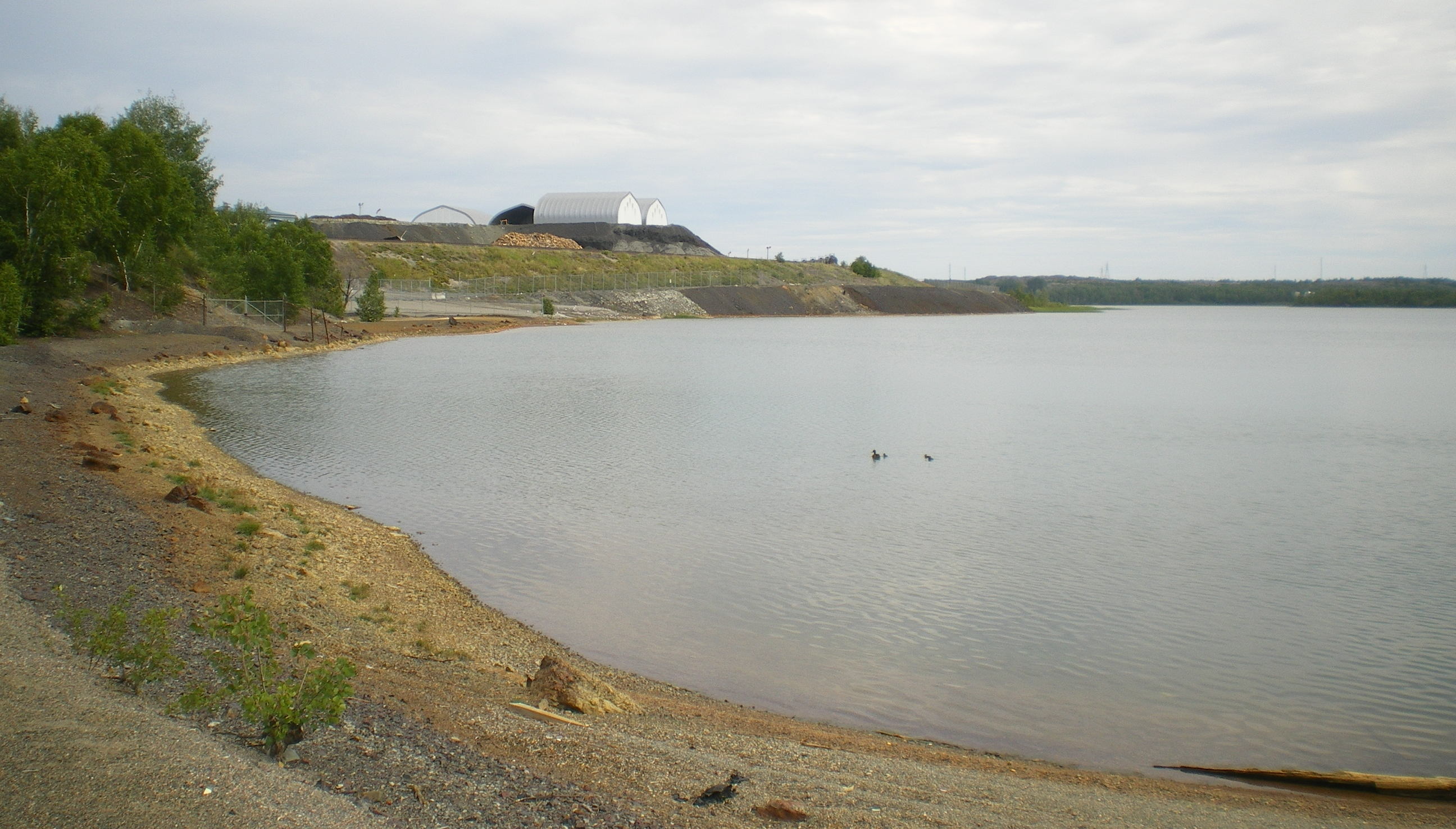
Забруднене озеро Осіско в Руен-Норанда

Фактори, які впливають на громади в місцях дренажу кислотних шахт, змінюються тимчасово та сезонно: температура, кількість опадів, рН, засолення та кількість металів — усі вони змінюються в довгостроковій перспективі та можуть сильно впливати на громади. Зміни рН або температури можуть вплинути на розчинність металу, а отже, на біодоступну кількість, що безпосередньо впливає на організми. Крім того, забруднення зберігається з часом: через дев'яносто років після закриття піритної шахти pH води все ще був дуже низьким, а популяції мікроорганізмів складалися в основному з ацидофільних бактерій.
Одним із великих прикладів дослідження, яке вважалося надзвичайно токсичним для водних організмів, було забруднення, яке сталося в затоці Мінамата. Метилртуть була викинута у стічні води промисловими хімічними компаніями, і в Кумамото, Японія, було виявлено хворобу під назвою хвороба Мінамата. Це призвело до отруєння ртуттю в рибах і молюсках, і вона забруднювала навколишні види, і багато хто помер від цього, і це вплинуло на всіх, хто їв заражену рибу.

### Мікроорганізми
Спільноти водоростей менш різноманітні в кислій воді, що містить високу концентрацію цинку, а дренаж шахти знижує їхнє первинне виробництво. Спільнота діатомових водоростей сильно змінюється будь-якими хімічними змінами, рН фітопланктону, а висока концентрація металів зменшує чисельність планктонних видів. Деякі види діатомових водоростей можуть рости в відкладеннях з високим вмістом металів. У відкладеннях близько до поверхні цисти страждають від корозії та сильного покриття. У дуже забруднених умовах загальна біомаса водоростей досить низька, а спільнота планктонних діатомових водоростей відсутня. Подібно до фітопланктону, угруповання зоопланктону сильно змінюються у випадках, коли вплив видобутку є великим. Однак у разі функціональної комплементарності можливо, що маса фіто- та зоопланктону залишається стабільною.

### Макроорганізми
Спільноти водних комах і ракоподібних модифікуються навколо шахти, що призводить до низької повноти тропіків і домінування в їхніх спільнотах хижаків. Проте біорізноманіття макробезхребетних може залишатися високим, якщо чутливі види замінити толерантними. Коли різноманітність у межах території зменшується, забруднення річок іноді не впливає на чисельність чи біомасу що свідчить про те, що толерантні види, які виконують ту саму функцію, займають місце розумних видів у забруднених місцях. Зменшення рН на додаток до підвищеної концентрації металів також може мати негативний вплив на поведінку макробезхребетних, показуючи, що пряма токсичність не єдина проблема. На рибу також можуть впливати pH, коливання температури та концентрація хімічних речовин.

## Наземні організми

### Рослинність
Текстура ґрунту та вміст води можуть бути значно змінені на порушених ділянках, що призводить до змін у рослинному співтоваристві в цьому районі. Більшість рослин мають низьку толерантність до концентрації металів у ґрунті, але чутливість різна для різних видів. Висока концентрація забруднюючих речовин менше впливає на різноманітність трав і загальне покриття, ніж на різнотрав'я та чагарники. Відходи або сліди шахтних відходів внаслідок гірничої діяльності можна знайти поблизу шахти, іноді далеко від джерела. Укорінені рослини не можуть відійти від збурень і зрештою загинуть, якщо їх середовище існування буде забруднене важкими металами або металоїдами в концентрації, яка є надто високою для їхньої фізіології. Деякі види є більш стійкими та виживуть на цих рівнях, а деякі немісцеві види, які можуть переносити такі концентрації в ґрунті, мігруватимуть на навколишні території шахти, щоб зайняти екологічну нішу. Це також може зробити ґрунт вразливим до потенційної ерозії ґрунту, що зробить його придатним для проживання рослин.
Рослини можуть постраждати через пряме отруєння, наприклад, вміст миш'яку в ґрунті зменшує різноманітність мохоподібних. Рослинність також може бути забруднена іншими металами, такими як нікель і мідь. Підкислення ґрунту через зниження pH через хімічне забруднення також може призвести до зменшення кількості видів. Забруднювачі можуть змінювати або порушувати мікроорганізми, таким чином змінюючи доступність поживних речовин, спричиняючи втрату рослинності на території. Коріння деяких дерев відходять від глибших шарів ґрунту, щоб уникнути забрудненої зони, тому не мають закріплення в глибоких шарах ґрунту, що призводить до потенційного викорчовування вітром, коли їхня висота та вага пагонів збільшуються. Загалом дослідження коренів зменшено на забруднених територіях порівняно з незабрудненими. Видове різноманіття рослин залишатиметься нижчим у відновлених місцях існування, ніж у незайманих. Залежно від того, який конкретний тип видобутку виконується, всю рослинність можна спочатку видалити з території, перш ніж розпочати фактичний видобуток.
Вирощувані культури можуть бути проблемою поблизу шахт. Більшість сільськогосподарських культур можуть рости на слабо забруднених ділянках, але врожайність, як правило, нижча, ніж у звичайних умовах вирощування. Рослини також схильні до накопичення важких металів у своїх надземних органах, що, можливо, призводить до надходження в організм людини через фрукти та овочі. Регулярне споживання забруднених культур може призвести до проблем зі здоров'ям, спричинених довготривалим впливом металу. Сигарети, виготовлені з тютюну, вирощеного на забруднених ділянках, також можуть мати негативний вплив на населення, оскільки тютюн накопичує кадмій і цинк у своїх листках.

### Тварини

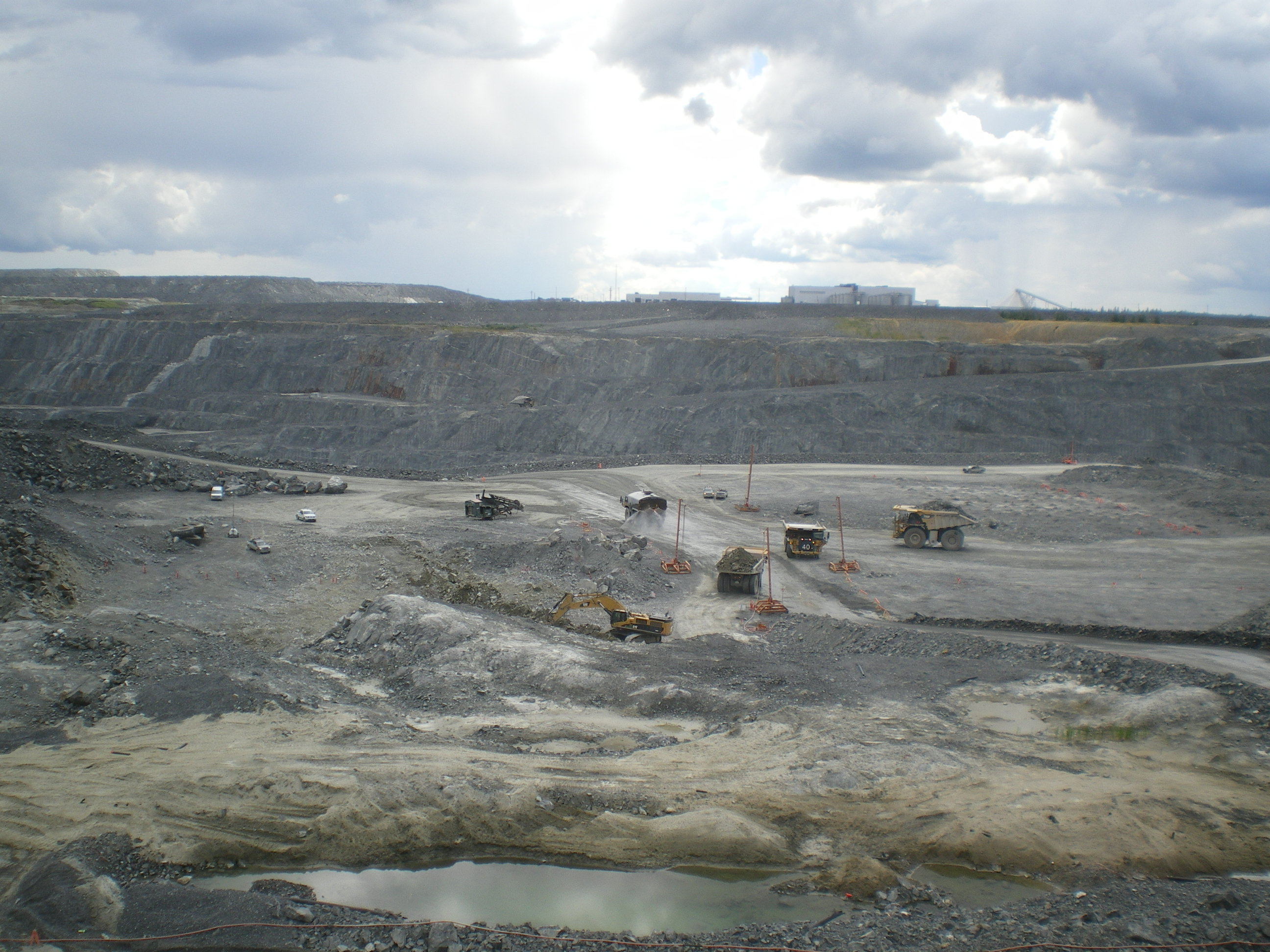
Малартицький рудник — Осіско

Знищення середовища проживання — одна з головних проблем гірничодобувної діяльності. Величезні території природного середовища існування знищуються під час будівництва та експлуатації шахт, змушуючи тварин залишати ділянку.
Тварини можуть отруїтися безпосередньо продуктами і залишками шахт. Біонакопичення в рослинах або дрібніших організмах, які вони їдять, також може призвести до отруєння: коні, кози та вівці піддаються в певних місцях потенційно токсичній концентрації міді та свинцю в траві. У ґрунті з високим вмістом міді поблизу мідної шахти є менше видів мурах. Якщо знайдено менше мурах, зростає ймовірність того, що високий рівень міді також сильно вплине на інші організми, що живуть у навколишньому ландшафті. Мурахи добре оцінюють, чи є територія звичною, оскільки вони живуть безпосередньо в ґрунті і тому чутливі до змін довкілля.

### Мікроорганізми
Мікроорганізми надзвичайно чутливі до змін довкілля, таких як зміна pH, зміни температури або хімічних концентрацій через їх розмір. Наприклад, наявність у ґрунтах миш'яку та сурми призвела до зменшення загальної кількості ґрунтових бактерій. Подібно до чутливості води, невелика зміна рН ґрунту може спровокувати ремобілізацію забруднюючих речовин на додаток до прямого впливу на чутливі до рН організми.
Мікроорганізми мають велику різноманітність генів серед загальної популяції, тому існує більше шансів на виживання виду завдяки генам резистентності або толерантності, якими володіють деякі колонії, якщо модифікації не надто екстремальні. Тим не менш, виживання в цих умовах означатиме велику втрату різноманітності генів, що призведе до зниження потенціалу адаптації до наступних змін. Неосвоєність ґрунту в районах, забруднених важкими металами, може бути ознакою зниження активності ґрунтової мікрофауни та мікрофлори, що вказує на зменшення кількості особин або зниження активності. Через двадцять років після занепокоєння, навіть у зоні реабілітації, мікробна біомаса все ще значно скорочена порівняно з непорушеним середовищем існування.
Гриби арбускулярної мікоризи особливо чутливі до присутності хімічних речовин, і ґрунт іноді настільки порушується, що вони більше не можуть зв'язуватися з кореневими рослинами. Однак деякі гриби володіють здатністю до накопичення забруднювачів і здатністю очищати ґрунт, змінюючи біорозчинність забруднювачів, що може захистити рослини від потенційних пошкоджень, які можуть бути спричинені хімікатами. Їх присутність на забруднених ділянках може запобігти втраті біорізноманіття через забруднення шахтними відходами або дозволити біоремедіацію, видалення небажаних хімікатів із забруднених ґрунтів. Навпаки, деякі мікроби можуть погіршувати довкілля: це може призвести до підвищення рівня SO4 у воді, а також може збільшити мікробне виробництво сірководню, токсину для багатьох водних рослин і організмів.

## Відходи

### Хвости
Процеси видобутку утворюють надлишок відходів, відомих як хвости. Матеріали, які залишаються після цього, є результатом відділення цінної фракції від неекономічної фракції руди. Ця велика кількість відходів є сумішшю води, піску, глини та залишків бітуму. Хвости зазвичай зберігаються в хвостосховищах, створених з природних долин або великих інженерних дамб і систем дамб. Хвостосховища можуть залишатися частиною активної шахти протягом 30–40 років. Це дозволяє осідати відкладенням хвостів або зберігати й оборотно використовувати воду.
Хвости мають великий потенціал для нанесення шкоди довкіллю, викидаючи токсичні метали під час осушення кислотних шахт або завдаючи шкоди водній дикій природі; вони потребують постійного моніторингу та очищення води, що проходить через дамбу. Проте найбільша небезпека хвостосховищ — прорив дамб. Хвостосховища, як правило, утворюються з місцевих наповнювачів (ґрунту, грубих відходів або розкривних порід від гірничодобувних робіт і хвостосховищ), а стінки дамб часто надбудовуються для підтримки більшої кількості хвостів. Відсутність нормативних актів щодо критеріїв проектування хвостосховищ створює ризик затоплення довкілля з хвостосховищ.

### Зіпсувати наконечник
Відвал — це купа накопиченої розкривної породи, яка була видалена з шахти під час видобутку вугілля чи руди. Ці відходи складаються зі звичайного ґрунту та каміння, які потенційно можуть бути забруднені хімічними відходами. Відвал значно відрізняється від хвостів, оскільки це перероблений матеріал, який залишається після вилучення цінних компонентів з руди. Загоряння відходів може відбуватися досить часто, оскільки старі насипи, як правило, розбалансовані. Оскільки відвали в основному складаються з вуглецевмісного матеріалу, який є легкозаймистим, вони можуть випадково спалахнути під час розпалювання вогню або розкидання гарячого попелу. Насипи відвалів часто можуть спалахнути і залишитися горіти під землею або всередині відвалів протягом багатьох років.

## Гірнича діяльність
Діяльність з видобутку корисних копалин, включаючи розвідку, розвідку, будівництво, експлуатацію, технічне обслуговування, розширення, залишення, виведення з експлуатації та перепрофілювання шахти, може впливати на соціальні та екологічні системи різними способами, як позитивними, так і негативними, а також прямими та непрямими.

## Вплив забруднення шахтами на людину
Люди також страждають від видобутку корисних копалин. Є багато захворювань, які можуть виникати через забруднювачі, які викидаються в повітря та воду під час процесу видобутку. Наприклад, під час плавильних операцій викидається велика кількість забруднювачів повітря, таких як зважені тверді частинки, SOx, частинки миш'яку та кадмію. Метали, як правило, також викидаються в повітря у вигляді частинок. Крім того, шахтарі стикаються з багатьма небезпеками для здоров'я на виробництві. Більшість шахтарів хворіють різними респіраторними та шкірними захворюваннями, такими як азбестоз, силікоз, легенева хвороба.
Крім того, одним із найбільших видів видобутку корисних копалин, які впливають на людей, є забруднювачі, які потрапляють у воду, що призводить до поганої якості води. Близько 30 % світу мають доступ до відновлюваної прісної води, яка використовується промисловістю, яка створює велику кількість відходів, що містять хімічні речовини в різних концентраціях, які осідають у прісній воді. Активні хімічні речовини у воді можуть становити серйозний ризик для здоров'я людини, оскільки вони можуть накопичуватися у воді та рибах. Було проведено дослідження на покинутій шахті в Китаї, шахті Дабаошань, і ця шахта не була активною протягом багатьох років, але вплив того, як метали можуть накопичуватися у воді та ґрунті, викликало серйозне занепокоєння для сусідніх сіл. Через відсутність належного догляду за відходами 56 % смертності припадає на регіони навколо цих місць видобутку, і у багатьох діагностовано рак стравоходу та рак печінки. Це призвело до того, що ця шахта до сьогоднішнього дня все ще має негативний вплив на здоров'я людей через посіви, і очевидно, що потрібно більше заходів з очищення навколо прилеглих територій.
Довгострокових наслідків, пов'язаних із забрудненням повітря, багато, включаючи хронічну астму, легеневу недостатність і смертність від серцево-судинних захворювань. Відповідно до шведського когортного дослідження, діабет, імовірно, виникає після тривалого впливу забрудненого повітря. Крім того, схоже, що забруднення повітря має різні шкідливі наслідки для здоров'я на ранньому етапі життя людини, такі як респіраторні, серцево-судинні, психічні та перинатальні розлади, що призводить до дитячої смертності або хронічних захворювань у дорослому віці. Забруднення обговорення в основному впливає на тих, хто живе у великих міських зонах, де вуличні потоки спричиняють перш за все погіршення якості обговорення. Крім того, існує загроза механічних аварій, коли поширення шкідливого диму може бути смертельним для населення навколишніх регіонів. Розсіювання отрути визначається численними параметрами, найвидатнішими з яких є барометричний шум і вітер.

## Вирубка лісів
При видобутку відкритим способом розкривні породи, які можуть бути вкриті лісом, повинні бути видалені перед початком видобутку. Хоча вирубка лісів через видобуток корисних копалин може бути невеликою порівняно із загальною кількістю, це може призвести до зникнення видів, якщо існує високий рівень місцевого ендемізму. Життєвий цикл видобутку вугілля є одним із найбрудніших циклів, який спричиняє вирубку лісів через кількість токсинів і важких металів, які вивільняються у ґрунт і водне середовище. Незважаючи на те, що наслідки видобутку вугілля потребують багато часу, щоб вплинути на довкілля, спалювання вугілля та пожежі, які можуть горіти десятиліттями, можуть вивільнити летючий попіл і збільшити парникові гази. Зокрема, видобуток корисних копалин, який може знищити ландшафти, ліси та місця проживання диких тварин, які знаходяться поблизу ділянок. Дерева, рослини та верхній шар ґрунту очищаються від зони видобутку, що може призвести до знищення сільськогосподарських угідь. Крім того, коли випадають опади, попіл та інші матеріали змиваються в потоки, які можуть поранити рибу. Ці впливи все ще можуть виникати після завершення видобутку, що порушує присутність землі, а відновлення вирубки лісів займає більше часу, ніж зазвичай, оскільки якість землі погіршується. Законний видобуток корисних копалин, хоч і більш екологічно контрольований, ніж нелегальний, сприяє значному відсотку вирубки лісів у тропічних країнах

## Впливи, пов'язані з окремими видами видобутку

### Видобуток вугілля
Фактори довкілля вугільної промисловості не лише впливають на забруднення повітря, управління водними ресурсами та землекористуванням, але й спричиняють серйозні наслідки для здоров'я через спалювання вугілля. Забруднення повітря збільшується кількістю токсинів, таких як ртуть, свинець, діоксид сірки, оксиди азоту та інші важкі метали. Це спричиняє проблеми зі здоров'ям, включаючи труднощі з диханням, і впливає на дику природу навколо прилеглих територій, якій для виживання потрібне чисте повітря. Майбутнє забруднення повітря залишається неясним, оскільки Агентство з охорони довкілля намагалося запобігти деяким викидам, але не має заходів контролю для всіх заводів, що виробляють вугілля. Забруднення води є ще одним фактором, який зазнає шкоди протягом цього процесу видобутку вугілля. Попіл від вугілля зазвичай переноситься дощовою водою, яка стікає у великі водойми. Для очищення води на ділянках, де є вугільні відходи, може знадобитися до 10 років, а потенційна шкода для чистої води може лише ускладнити фільтрацію.

### Глибоководний видобуток
Глибоководний видобуток марганцевих конкрецій та інших ресурсів викликав занепокоєння морських вчених і екологічних груп щодо впливу на тендітні глибоководні екосистеми. Знання про потенційний вплив обмежені через обмежені дослідження глибоководного життя.

### Видобуток літію

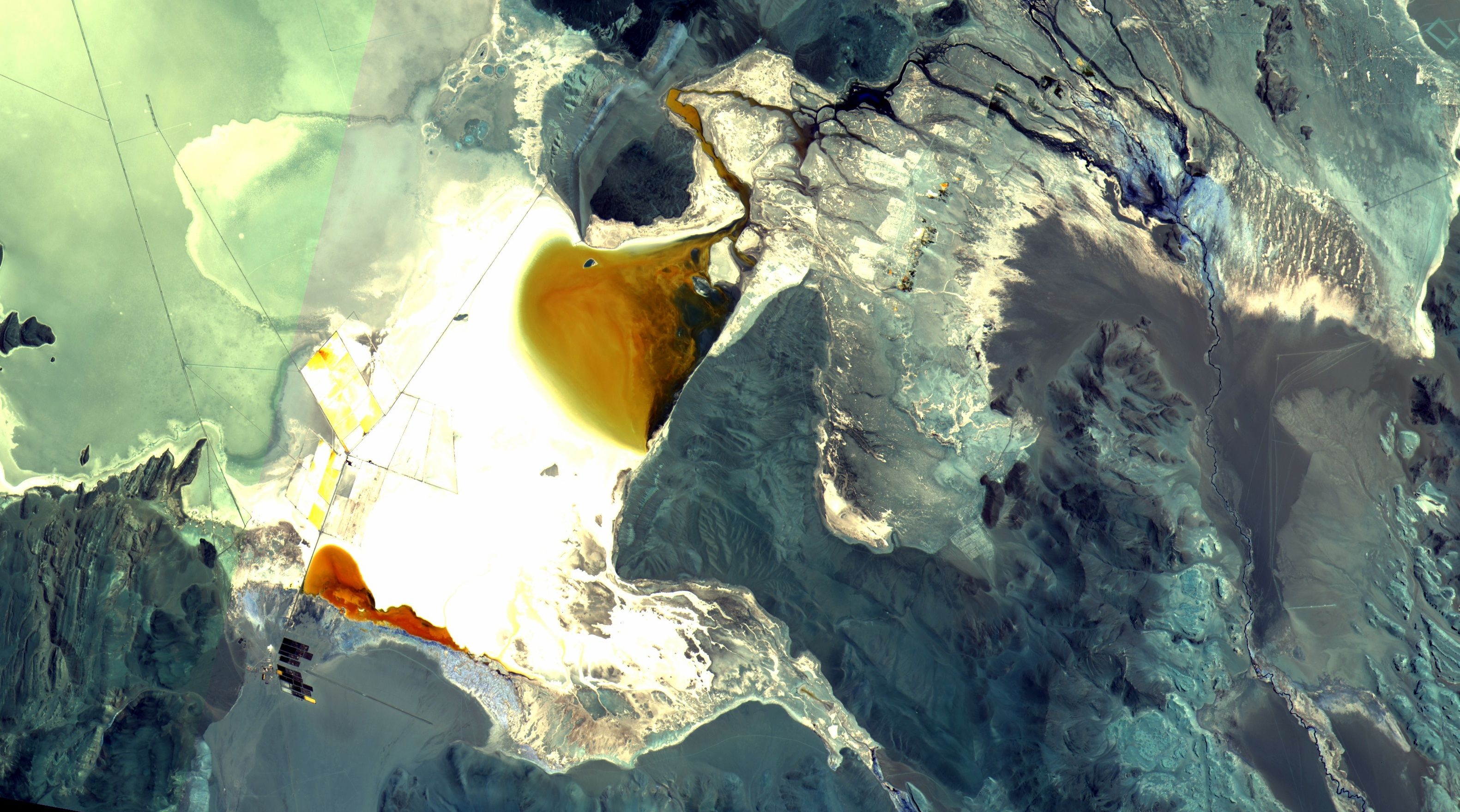
Видобуток літію в Салар-дель-Омбре-Муерто, Аргентина.

Літій не зустрічається як метал у природі, оскільки він має високу реакційну здатність, але зустрічається в невеликих кількостях у скелях, ґрунті та водоймах. Екстракцію літію в гірській формі можна піддавати впливу повітря, води та ґрунту. Крім того, батареї, що містять літій, користуються глобальним попитом у виробництві, оскільки токсичні хімікати, які виробляє літій, можуть негативно впливати на людей, ґрунти та морські види. Виробництво літію зросло на 25 % між 2000 і 2007 роками для використання акумуляторів, а основні джерела літію знаходяться в родовищах соляних озер. Літій виявляють і витягують із 150 мінералів, глин, численних розсолів і морської води, і хоча видобуток літію з гірських порід вдвічі дорожчий, ніж видобуток літію з розсолів, середнє покладення розсолу більше, ніж у середньому родовище літієвих твердих порід.

### Видобуток фосфатів

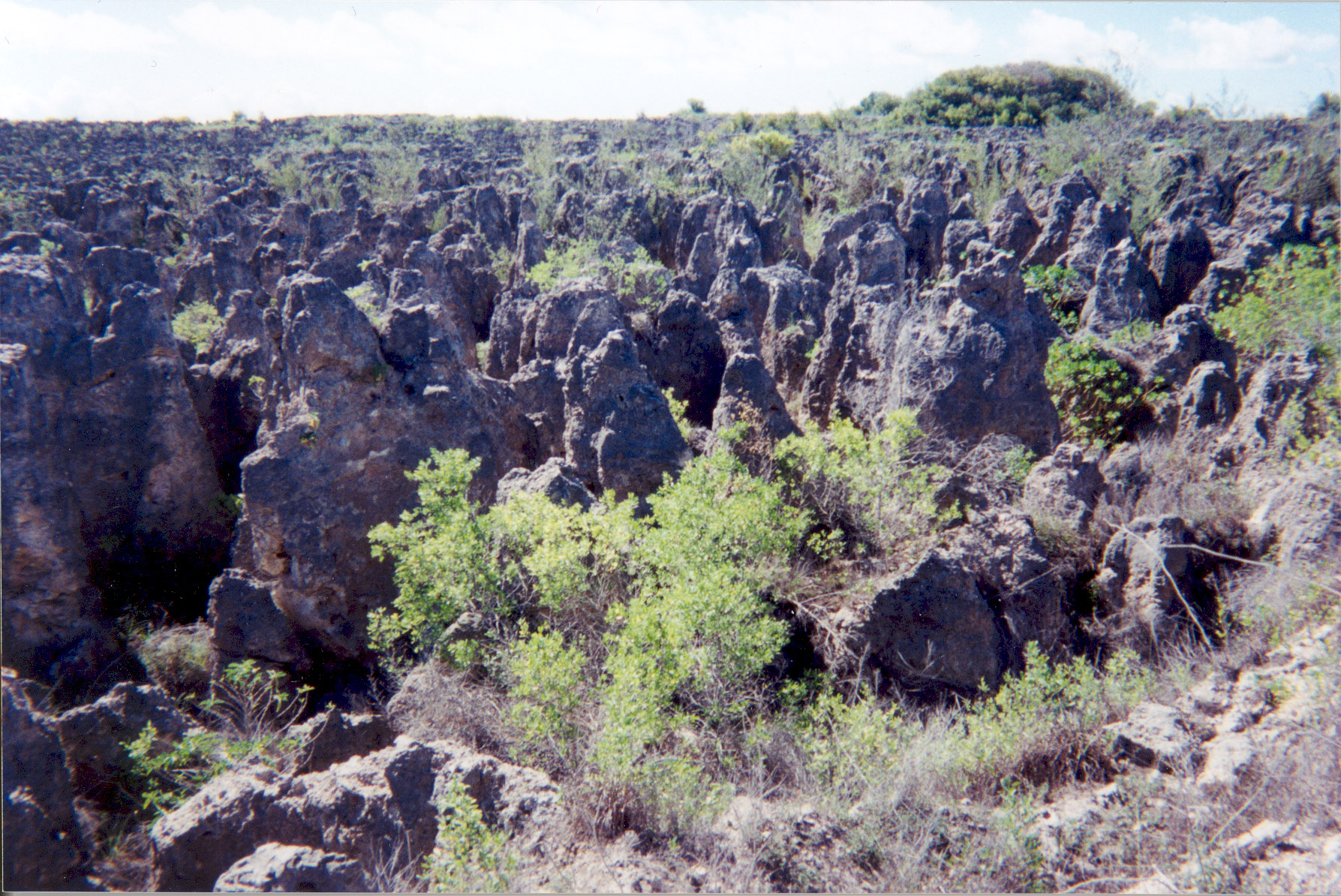
Вапняковий карст на острові Науру під впливом видобутку фосфатів.

Фосфатоносні породи видобувають для отримання фосфору, необхідного елемента, який використовується в промисловості та сільському господарстві. Процес видобутку включає видалення поверхневої рослинності, таким чином піддаючи фосфорні породи наземній екосистемі, пошкоджуючи земельну ділянку з відкритим фосфором, що призводить до ерозії ґрунту. Продукти, що виділяються під час видобутку фосфатної руди, є відходами та хвостами, що призводить до впливу на людину твердих часток із забруднених хвостів через вдихання та токсичних елементів, які впливають на здоров'я людини (Cd, Cr, Zn, Cu та Pb).

### Видобуток горючих сланців
Горючі сланці — це осадова порода, що містить кероген, з якого можуть вироблятися вуглеводні. Видобуток горючих сланців впливає на довкілля, може завдати шкоди біологічній землі та екосистемам. Термічний нагрів і спалювання утворюють багато матеріалів і відходів, які включають вуглекислий газ і парникові гази. Багато екологів виступають проти виробництва та використання горючих сланців, оскільки вони створюють велику кількість парникових газів. Серед забруднення повітря забруднення води є величезним фактором, головним чином тому, що горючі сланці мають справу з киснем і вуглеводнями. Відбувається зміна ландшафту з місцями видобутку через видобуток горючих сланців і виробництво з використанням хімічних продуктів. Рухи ґрунту в зоні підземних гірничих робіт є довгостроковою проблемою, оскільки спричиняють нестабілізовані ділянки. Підземний видобуток породжує нову формацію, яка може бути придатною для росту деяких рослин, але може знадобитися реабілітація.

### Видобуток зриттям гори
Розробка вугілля зриттям гори відбувається, коли дерева вирубуються, а вугільні пласти видаляються за допомогою машин і вибухівки. У результаті ландшафт більш сприйнятливий до раптових повеней і потенційного забруднення хімічними речовинами. Критична зона, порушена видаленням вершини гір, спричиняє погіршення якості води потоків у напрямку морських і наземних екосистем, і, таким чином, видобуток з видалення вершин гір впливає на гідрологічну реакцію та довгострокові вододіли.

### Видобуток піску
Видобуток піску та гравію створює великі ями та тріщини на поверхні землі. Часом видобуток може поширюватися настільки глибоко, що впливає на ґрунтові води, джерела, підземні колодязі та грунтові води. Основні загрози діяльності з видобутку піску включають деградацію русла русла, утворення річок та ерозію. Видобуток піску призвів до збільшення каламутності води в більшій частині берега озера Хунзе, четвертого за величиною прісноводного озера в Китаї.

## Пом'якшення
Щоб забезпечити завершення рекультивації або відновлення шахтних земель для майбутнього використання, багато урядів і регуляторних органів у всьому світі вимагають, щоб гірничодобувні компанії розміщували облігації, які будуть зберігатися на депонуванні, доки продуктивність рекультивованих земель не буде переконливо продемонстрована, хоча, якщо процедури очищення будуть більшими дорожче, ніж розмір облігації, від облігації можна просто відмовитися. З 1978 року гірничодобувна промисловість рекультивувала понад 2 мільйони акрів (8000 км 2) землі тільки в Сполучених Штатах. Ця рекультивована земля відновила рослинність і дику природу на колишніх шахтарських землях і навіть може використовуватися для землеробства та скотарства.